# Hansjörg Wöhrle
Hansjörg Wöhrle (* 29. August 1943 in Lörrach) ist ein deutscher Koch, dessen Restaurant Adler 36 Jahre lang mit einem Michelinstern ausgezeichnet wurde.

## Biografie
Eigentlich sollte Wöhrle Architekt werden und das Architekturbüro des Vaters übernehmen; nachdem der 12-Jährige aber mit seiner Großmutter und Adler-Wirtin im Rheinfelder Hof im nahen Basel zum Essen war, wollte er Koch werden. Nach der Lehrzeit in Lörrachs Lerche arbeitete er in renommierten Häusern, auch in der Schweiz. 1968 bauten Hansjörg Wöhrle und sein Vater den seit Jahren geschlossenen Adler aus dem Jahr 1548 um; noch vor der Eröffnung im Dezember 1968 verstarb der Vater.
1972 wurde der Adler in Weil am Rhein mit einem Michelinstern ausgezeichnet, den der Adler 36 Jahre ohne Unterbrechung hielt. Seine Frau Gerda leitete den Service. 1987 lieferte Hans Theo Baumann einen Speisekarten-Entwurf. 1988 kam das Bistro Spatz hinzu, in einem damals erworbenen Gebäude neben dem Gasthaus, wo auch zusätzliche Hotelzimmer angeboten wurden. Wöhrle kochte klassisch-modern und saisonal.
Anfang 2018 musste er das Restaurant schließen, weil er keinen Nachfolger fand. 2022 wurde das Adler von neuen Pächtern weitergeführt.

## Auszeichnungen
- 1972–2017: Ein Michelinstern für das Restaurant Adler